# Casa Martí
La Casa Martí è un edificio modernista di Barcellona costruito da Josep Puig i Cadafalch nel 1896 su incarico dell'industriale tessile Francesc Vilumara.
L'edificio, d'impronta più europea che catalana, si distingue per le grandi finestre ogivali e le vetrate policrome oltre che per i curiosi ornamenti delle finestre e del balcone. 
La parte esterna è ricca di sculture di Eusebi Arnau e di Josep Llimona.
Sfortunatamente, l'edificio non si è conservato integro, in quanto la linea originale della porta, opera di Puig i Cadafalch, è scomparsa in uno dei restauri subiti dal locale nell'arco della sua più che centenaria esistenza.
Al piano terra di trova tuttora la taverna Els Quatre Gats, uno degli epicentri artistico-culturale della Barcellona degli anni dal 1897 al 1903, fondato da Pere Romeu e Miquel Utrillo e frequentato da Ramon Casas, Santiago Rusiñol, Pablo Picasso, Isaac Albéniz e Joaquín Mir Trinxet. Successivamente dal 1903 al 1936, anno di inizio della guerra civile, è stata la sede del Cercle Artístic de Sant Lluc, come ricorda la lapide commemorativa posta sulla facciata.
Nel 1976 Casa Martí è stata dichiarata "Bene d'Interesse Nazionale".